# Władimir Szamanow

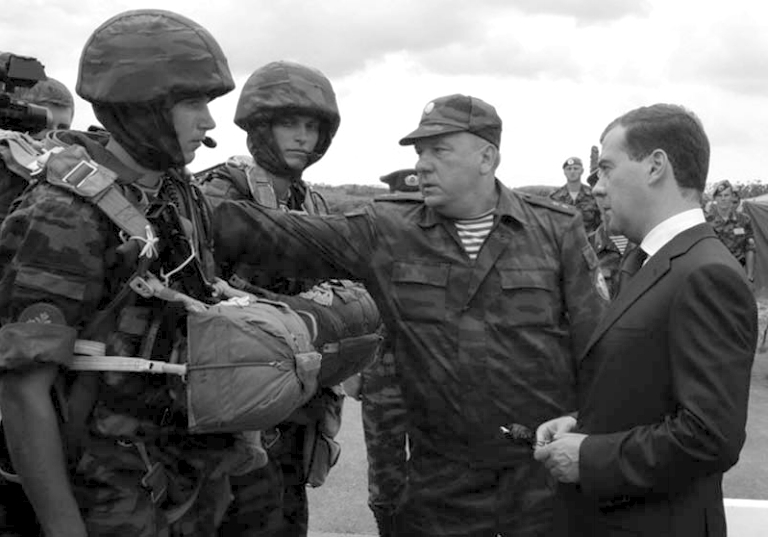
Z prezydentem Miedwiediewem (z prawej) i swoimi spadochroniarzami

Władimir Anatoljewicz Szamanow (ros. Владимир Анатольевич Шаманов, ur. 15 lutego 1957 w Barnaule) – rosyjski generał pułkownik, Bohater Federacji Rosyjskiej, gubernator obwodu uljanowskiego, dowódca Wojsk Powietrznodesantowych Federacji Rosyjskiej.

## Życiorys
W 1978 ukończył Riazańską Wyższą Szkołę Dowódczą Wojsk Powietrznodesantowych im. generała armii W.F. Margiełowa, po czym odbywał służbę w dywizjonie artylerii samobieżnej 76 Gwardyjskiej Dywizji Powietrznodesantowej.
Od 1979 do 1980 dowódca plutonu, a od 1980 do 1984 dowódca kompanii kursantów Riazańskiej Wyższej Szkoły Dowódczej Wojsk Powietrznodesantowych. Od 1984 do 1986 dowodził batalionem spadochronowo-desantowym 104 Gwardyjskiego Pułku Spadochronowo-desantowego 76 Gwardyjskiej Dywizji Powietrznodesantowej.
Od maja 2009 do października 2016 był dowódcą Wojsk Powietrznodesantowych Federacji Rosyjskiej.
Jest oskarżany przez organizacje obrony praw człowieka o dokonanie zbrodni wojennych w czasie II wojny czeczeńskiej. Według doniesień Human Rights Watch miał wydać rozkaz zabójstwa 17 mieszkańców cywilnych wioski Ałchan-Jurt w Czeczenii (masakra w Ałchan-Jurcie).

## Odznaczenia
- Bohater Federacji Rosyjskiej (4 grudnia 1999)
- Order Świętego Jerzego IV klasy (2008)
- Order Męstwa
- Order „Za zasługi wojskowe”
- Order „Za służbę Ojczyźnie w Siłach Zbrojnych ZSRR” III klasy